# RTL Television
Ne doit pas être confondu avec RTL Télévision ou RTL (Hongrie).
RTL Television est une chaîne de télévision généraliste privée allemande d'origine luxembourgeoise.

## Histoire de la chaîne
La décision de créer une chaîne de télévision en allemand fut prise en 1983 par Gust Graas, directeur général luxembourgeois de la CLT, groupe à l'actionnariat franco-belge, et son partenaire allemand Bertelsmann. Le projet RTL Plus a pu être réalisé grâce à la présence de deux équipes distinctes à la Villa Louvigny, siège historique de la CLT. D’une part, une bande d’expatriés d’outre-Moselle, qui réalisaient à Luxembourg avec grand succès le programme allemand de RTL Radio, et d’autre part, des techniciens disposant d’une expérience presque trentenaire dans l’audiovisuel depuis le lancement en 1955 de Télé Luxembourg. Bertelsmann, aujourd’hui propriétaire de RTL Group, et qui cherchait à l'époque à s'implanter dans la télévision en Allemagne, s'associe donc à la CLT pour accéder à son savoir-faire en matière de télévision. Celle-ci disposait alors avec Gust Graas, l’homme des programmes, et Jules Felten, le financier, d’une équipe de direction très forte.
RTL Plus commence à émettre en allemand le 2 janvier 1984 à 17 h 27 depuis le canal VHF E07 (182-189 MHz) PAL B de l'émetteur de Dudelange au Luxembourg. Dans un studio de RTL Productions à Bertrange, deux hommes plutôt poilus et plus tellement jeunes sont assis dans une baignoire, portant de drôles de lunettes de plongée : ce sont les premières images de RTL Plus. La chaîne ne touche par voie hertzienne qu'environ 200 000 personnes au Grand-Duché et dans les régions germanophones environnantes (Sarre, Rhénanie...), ainsi qu'en Lorraine, mais avec une qualité d'image moindre, jusqu'à Nancy.
En 1988, RTL Plus déménage son siège à Cologne en Allemagne afin d'obtenir du gouvernement allemand des fréquences hertziennes pour la diffusion de la chaîne sur tout le territoire fédéral. La chaîne perd alors son statut luxembourgeois et devient pleinement une chaîne de télévision allemande. Devenue bénéficiaire depuis 1990, elle est rebaptisée RTL Television le 31 octobre 1992, mais continue à être appelée familièrement RTL.
RTL Television est aujourd'hui la chaîne de télévision leader de RTL Group qui possède également en Allemagne RTL Zwei, Super RTL, VOX, n-tv.
Elle a fêté ses 20 ans le 2 janvier 2004 et connaît depuis fin 2004 une déclinaison en Croatie, RTL Televizija.

## Identité visuelle

### Logos

Logo de RTL Television de 1992 à 1999.
Logo de RTL Television de 1999 au 1er janvier 2004.
Logo de RTL Television du 2 janvier 2004 au 30 août 2008.
Logo de RTL Television du 31 août 2008 au 28 août 2014.
Logo de RTL Television du 29 août 2014 au septembre 2017.
Logo de RTL du septembre 2017 au 15 septembre 2021.
Logo de RTL depuis le 15 septembre 2021.
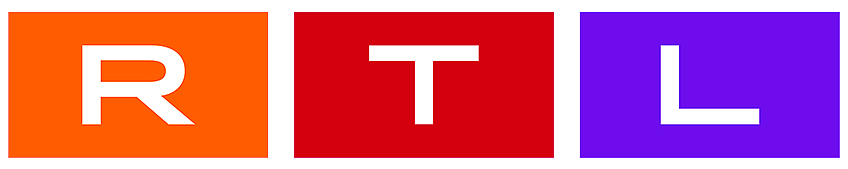
Logo alternatif de RTL depuis le 15 septembre 2021.
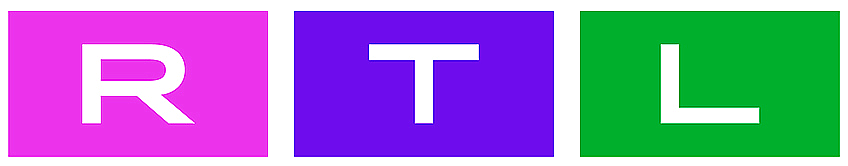
Logo alternatif de RTL depuis le 15 septembre 2021.
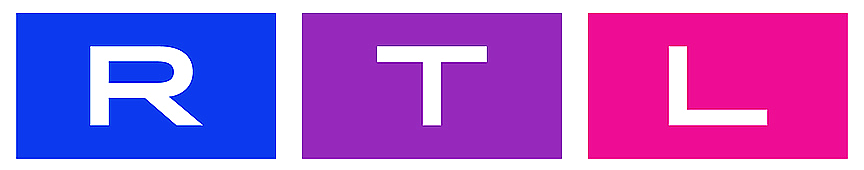
Logo alternatif de RTL depuis le 15 septembre 2021.
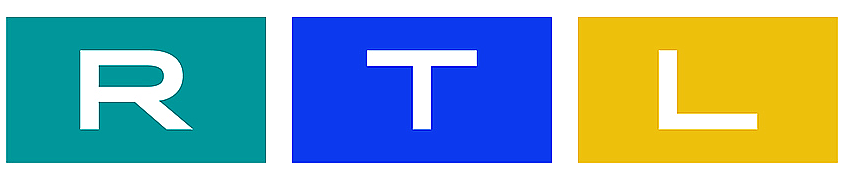
Logo alternatif de RTL depuis le 15 septembre 2021.

## Organisation

### Dirigeants
Directeurs généraux :
- Helmut Thoma : 02/01/1984 - 01/11/1998
- Gerhard Zeiler : 01/11/1998 - 31/10/2004
- Marc Conrad : 01/11/2004 - 17/02/2005
- Gerhard Zeiler : 17/02/2005 - 01/09/2005
- Anke Schäferkordt : depuis le 01/09/2005

Directeurs de l'information :
- Egon F. Freiheit : 11/1984 – 1986
- Volker Kösters : 1986 – 1988
- Dieter Lesche : 01/10/1988 – 07/02/1994
- Hans Mahr : 02/05/1994 – 31/10/2004
- Peter Kloeppel : depuis le 01/11/2004

### Capital
Le capital de RTL Television GmbH est entièrement détenu par RTL Deutschland, filiale à 100 % de RTL Group.

### Sièges
Le premier siège de RTL Plus était celui de sa maison mère, la CLT, à la Villa Louvigny à Luxembourg. En 1988, RTL Plus déménage son siège à Cologne en Allemagne pour devenir une chaîne de télévision pleinement allemande.

### Audience
| 1992   | 1993   | 1994   | 1995   | 1996   | 1997   | 1998   | 1999   | 2000   | 2001   | 2002   | 2003   | 2004   |
| ------ | ------ | ------ | ------ | ------ | ------ | ------ | ------ | ------ | ------ | ------ | ------ | ------ |
| 16,7 % | 18,9 % | 17,5 % | 17,6 % | 17,0 % | 16,1 % | 15,1 % | 14,8 % | 14,3 % | 14,8 % | 14,6 % | 14,9 % | 13,8 % |

| 2005   | 2006   | 2007   | 2008   | 2009   | 2010   | 2011   | 2012   | 2013   | 2014   | 2015  |
| ------ | ------ | ------ | ------ | ------ | ------ | ------ | ------ | ------ | ------ | ----- |
| 13,2 % | 12,8 % | 12,5 % | 11,8 % | 12,5 % | 13,6 % | 14,1 % | 12,3 % | 11,3 % | 10,3 % | 9,9 % |

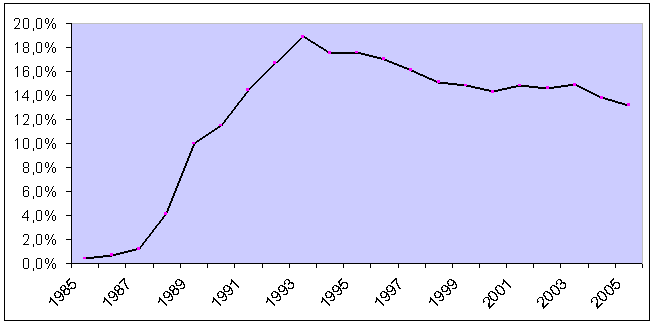
Audience de RTL Television depuis 1985

La chaîne est avec une moyenne de 15 % la plus regardée chez les 14 à 49 ans en Allemagne.

## Programmes

### Information

#### Chaque jour
- Punkt 6 : magazine d'une heure diffusé les jours ouvrables à 6 h
- Punkt 9 : magazine de trente minutes diffusé les jours ouvrables à 9 h
- Punkt 12 : magazine de la vie et journal télévisé de deux heures diffusé les jours ouvrables à 12 h

Ces trois émissions Punkt 6, 9 et 12 contiennent à la fois de l'information sérieuse et de l'information plus légère (actualité des célébrités, vie quotidienne et pratique...)
- RTL aktuell : journal télévisé de vingt minutes diffusé chaque soir à 18 h 45 depuis le 5 avril 1988 et présenté par Peter Kloeppel
- Nachtjournal: journal télévisé de trente minutes, diffusé à minuit, et composé de reportages approfondis et de brèves
- Explosiv : magazine de trente minutes diffusé à 18 heures et contenant 4 à 5 reportages sur les faits divers, l'actualité des célébrités, la consommation, la vie quotidienne ou encore l'insolite. Ce magazine utilise parfois la caméra cachée et propose des tests. Il choisit volontiers des thèmes chocs comme le manque d'hygiène de certains restaurants ou l'observation de la réaction des passants face à une agression simulée dans la rue ou un bébé abandonné dans une voiture.
- Exclusiv : magazine de quinze minutes sur l'actualité des célébrités diffusé à 18 h 30 et présenté par Frauke Ludowig

#### Chaque semaine
- Stern TV : magazine d'information et de divertissement présenté par Günther Jauch, diffusé le mercredi de 22 h 15 à minuit et réalisé en partenariat avec la filiale télévisuelle du magazine Stern
- Spiegel TV : magazine d'information de 45 minutes diffusé le dimanche vers 22 h 15 et réalisé par la filiale télévisuelle du magazine Der Spiegel

### Divertissement
- Ich bin ein Star – Holt mich hier raus! : version allemande de Je suis une célébrité, sortez-moi de là !
- Let's Dance : version allemande de Danse avec les stars
- Llambis Tanzduell (de) avec Joachim Llambi
- Wer wird Millionär? : version allemande de Qui veut gagner des millions ? avec Günther Jauch
- Deutschland sucht den SuperStar : version allemande de la Nouvelle Star
- Das Supertalent : version allemande de La France a un incroyable talent
- Die Oliver Geissen Show : talkshow
- Bauer sucht Frau : version allemande de L'amour est dans le pré
- Einsatz in 4 Wänden : version allemande de D&CO
- Peking Express : version allemande de Pékin Express
- Die Super Nanny : version allemande de Super Nanny
- Typisch Mann, typisch Frau : version allemande de Typiquement masculin, typiquement féminin avec Günther Jauch
- Endlich Urlaub : série du congé
- Mein Baby : magazine sur les couples qui attendent leur premier enfant
- Unsere erste gemeinsame Wohnung : en français « Notre première habitation en commun »
- Raus aus den Schulden : magazine qui aide les familles criblés de dettes
- Helfer mit Herz
- Achtung! Hartwich : Late-Night-Show

### RTL Regional
La convention des chaînes RTL Television et Sat.1 oblige celles-ci à opérer des décrochages locaux. RTL Television diffuse à cet effet des décrochages locaux ou régionaux du lundi au vendredi de 18 heures à 18 h 30 dans certaines régions avec des informations de proximité.
Le programme RTL Regional compte notamment :
- RTL Nord pour Hambourg, le Schleswig-Holstein et Brême
- RTL West en Rhénanie-du-Nord-Westphalie
- RTL Hessen en Hesse et Basse-Saxe
- RTL München dans la région de Munich

RTL Television est aussi repris par des télévisions locales qui opèrent des décrochages dans le programme national pour y insérer leurs propres émissions locales :
- RTL Franken Life TV à Nuremberg
- RNF Life à Mannheim et Heidelberg

### Séries
- New York, police judiciaire, depuis le 29 septembre 1992
- Les Craquantes, depuis le 4 septembre 1995
- South Park, depuis le 5 septembre 1999
- Smallville, depuis le 3 janvier 2003
- Monk, depuis le 29 juin 2004
- Les Experts : Miami, depuis le 12 avril 2005
- Dr House, depuis le 9 mai 2006
- Bones
- Prison Break (série télévisée)
- Alerte Cobra, depuis le 12 mars 1996
- Le Clown  diffusée du 3 novembre 1996 au 11 octobre 2001
- Motocops diffusée du 30 mars 2000 au 7 juin 2001
- Anges de choc diffusée du 28 février 2002 au 19 mai 2005
- L'Empreinte du crime diffusée du 18 mars 1998 au 28 septembre 2006
- En quête de preuves diffusée du 13 septembre 1994 au 30 octobre 2008

### Soaps Opéra
- Au rythme de la vie (Gute Zeiten, schlechte Zeiten) : série quotidienne depuis 1992, avec Susan Sideropoulos
- Unter Uns : série quotidienne
- Le Rêve de Diana (Alles was zählt), série quotidienne depuis 2006

### Comédie
- WunderBar
- Nikola
- Ritas Welt
- Hallo Taxi
- Alles Atze
- Upps - Die Superpannenshow
- Frei Schnautze

### Téléréalité
- Die ultimative Chartshow
- En quête de preuves
- Das Super Talent
- Ist doch nur Spaß

## RTLnow
RTLnow.de (en français RTL maintenant) est un portail permettant de voir ou revoir une multitude de séries, à n'importe quel moment de la journée. Ce service est gratuit pour quelques séries. Pour le reste, le service est payant, moyennant quelques euros. À noter que les épisodes sont complets.

## Diffusion
Le premier émetteur de RTL Plus était l'émetteur de Dudelange au Luxembourg pour une concession de dix ans qui a été renouvelée une fois jusqu'en 2003. Depuis, RTL s'est développé en réseau européen. RTL Television est disponible sur le câble, le satellite et la télévision numérique terrestre allemande. RTL Television est diffusée en Autriche et en Suisse avec des programmes régionaux et des fenêtres publicitaires propres à chacun de ces pays, ainsi qu'en Belgique.